# Línea 16 (Bus Castellón)
La línea 16 del Transport Urbà de Castelló (TUCS) une el Hospital General con los centros comerciales Salera y Estepark. Hace conexión cerca de la Estación de Castellón.

## Características
El recorrido de la línea es de aproximadamente 15 minutos.

### Frecuencias
| Ambos sentidos             | Ambos sentidos                                                  | Ambos sentidos |
| Día                        | Horario                                                         | Frecuencia     |
| -------------------------- | --------------------------------------------------------------- | -------------- |
| De lunes a viernes         | Salidas Hospital: 07:20 a 22:15 Salidas Estepark: 07:00 a 22:00 | 20' 15'        |
| Sábado, domingo y Festivos | Salidas Hospital: 07:30 a 22:10 Salidas Estepark: 07:15 a 22:00 | 30' 45'        |

## Recorrido
| Dirección ESTEPARK         | Dirección ESTEPARK                                 | Dirección ESTEPARK |
| N.º                        | Parada                                             | Enlaces            |
| -------------------------- | -------------------------------------------------- | ------------------ |
|                            | HOSPITAL GENERAL                                   |                    |
|                            | Avda. Castell Vell (Avda. Diputación)              |                    |
|                            | Avda. Vall D'Uxó, 47                               |                    |
|                            | C/ Pintor Qliet (Estación Intermodal)              |                    |
|                            | Avda. Enrique Gimneno (Centro Comercial La Salera) |                    |
|                            | ESTEPARK                                           |                    |
| Dirección HOSPITAL GENERAL |                                                    |                    |
| N.º                        | Parada                                             | Enlaces            |
|                            | ESTEPARK                                           |                    |
|                            | Avda. Enrique Gimneno (Centro Comercial La Salera) |                    |
|                            | C/ Pintor Qliet (Estación Intermodal)              |                    |
|                            | Avda. Vall D'Uixó, 32                              |                    |
|                            | Quadra Borriolenc (Tombatossals)                   |                    |
|                            | HOSPITAL GENERAL                                   |                    |